# Clubiona auberginosa
Clubiona auberginosa este o specie de păianjeni din genul Clubiona, familia Clubionidae, descrisă de Zhang et al., 1997. Conform Catalogue of Life specia Clubiona auberginosa nu are subspecii cunoscute.